# Maria José Ribeiro
Maria José Ribeiro (Lisboa,1936) co-fundadora do Movimento Democrático das Mulheres, liderou, em 1962, a única acção de protesto que ocorreu no Dia da Mulher durante a ditadura portuguesa.

## Biografia
Maria José da Silva Ribeiro nasce no início do ano em que o pai é preso e levado para o Tarrafal, por participar na Revolta dos Marinheiros de 1936. Só o conhecerá 16 anos mais tarde.
Muda-se com a família para o Porto e com apenas 23 anos, integra a comissão de jovens que apoiam a candidatura do General Humberto Delgado a Presidente da República Portuguesa, sendo pela primeira vez presa pela PIDE e sujeita a tortura psicológica, é libertada 9 meses depois. 
Em 1962, liderou a única acção de protesto que ocorreu no Dia da Mulher durante a ditadura portuguesa e que exigia o fim da guerra colonial e a libertação dos presos politicos. Esta ocorre no Porto, no dia 8 de Março e tem como ponto de partida a Praça da Liberdade. É travada pela polícia de choque na Rua 31 de Janeiro, que prende várias pessoas, entre elas, Maria José e o pai. É levada para a sede local da PIDE e é agredida pelos policias. Voltará a ser presa dois anos mais tarde, como uma medida de precaução, no dia anterior à celebração da revolta republicana, que em 31 de Janeiro de 1891, tentou derrubar a monarquia. Fica presa 15 dias.
Ajuda a fundar, em 1968, o Movimento Democrático de Mulheres (MDM), que tinha como objectivo lutar pela dignidade das mulheres, a paz e a liberdade. No ano seguinte participa no Congresso Mundial de Mulheres em Helsínquia, acompanhada por outras activistas portuguesas, entre elas: Cecília Areosa Feio, Lígia Veloso, Maria Luísa Costa Dias como representante do MDM na FDIM, Maria da Piedade Morgadinho, pela Rádio Portugal Livre, e Sofia Ferreira, pelo PCP.
Em 1973, participou do III Congresso da Oposição Democrática, que ocorreu em Aveiro, nos dias 4 e 5 de abril.
Após o 25 de Abril, torna-se na primeira mulher a ocupar o cargo de presidente no Sindicato Nacional de Profissionais de Seguros; e é eleita pelo PCP como vereadora na Câmara Municipal de Matosinhos e como deputada da Assembleia da República, na terceira legislatura.
No Congresso do MDM de 1980, Maria José apresentou a comunicação Maternidade, Planeamento Familiar e Aborto.
Em Outubro de 1981, fez parte da delegação do MDM, na Conferência Mundial de Mulheres em Praga, organizada pela Federação Democrática Internacional das Mulheres (FDIM), juntamente com Luísa Amorim, Helena Neves, Isaura Vieira, Rosália Ferreira, Ana Vale e Maria José Estanco do MDM e Fátima Grácio do GRAAL.

## Prémios e reconhecimento
Em 2005, foi uma das mulheres homenageadas pela Câmara Municipal de Matosinhos, no Dia das Mulheres. 
Foi distinguida pela Câmara Municipal do Porto com a Medalha Municipal de Mérito – Grau Ouro. 

## Ligações Externas
- Museu do Aljube | Vidas na Resistência: Maria José Ribeiro (2019)